# حجت أباد (اسماعيلي كرمان)
حجت أباد (بالإنجليزية: Hojjatabad, Esmaili)‏ هي منطقة سكنية تقع في إيران في كرمان.